# FAK
FAK（focal adhesion kinase、フォーカルアドヒージョンキナーゼ、焦点接着キナーゼ、接着斑キナーゼ）またはPTK2（protein tyrosine kinase 2）は、ヒトではPTK2遺伝子によってコードされているタンパク質である。FAKはフォーカルアドヒージョン関連プロテインキナーゼであり、細胞接着（細胞が互いにまたは周囲の環境とどのように結合するか）や拡散過程（細胞がどのように移動するか）に関与している。FAKが遮断されると、がん細胞は移動性が低下し転移能が低下することが示されている。

## 機能
PTK2遺伝子は非受容体型チロシンキナーゼをコードする。このタンパク質は、細胞外マトリックスの構成要素への接着を行うフォーカルアドヒージョンに濃縮されている。チロシンキナーゼのFAKサブファミリーに属し、このファミリーには他にPYK2が含まれるが、他のサブファミリーのキナーゼとの有意な配列類似性はみられない。また、大きなFERMドメインが存在する。
特定種の血液細胞を除いて、大部分の細胞はFAKを発現している。FAKのチロシンキナーゼ活性は、細胞遊走の初期段階に重要な役割を果たす。FAKは発生過程で必要であり、FAKの喪失は致死となる。FAKが細胞遊走に絶対に必要とされるわけではないことは矛盾のようであるが、がん抑制因子p53の調節など、細胞内で他の役割にも関与している可能性がある。
FAKは125 kDaのタンパク質で、フォーカルアドヒージョンのダイナミクス、細胞の運動性と生存に関与している。FAKは高度に保存された非受容体型チロシンキナーゼであり、もともとはがん遺伝子にコードされチロシンキナーゼv-srcの基質として同定された。この細胞質型キナーゼは細胞遊走、分裂促進因子に対する応答、細胞の生存など細胞内で多様な役割を持っている。FAKは一般的にフォーカルアドヒージョンに局在している。フォーカルアドヒージョンは細胞外マトリックスと細胞質の細胞骨格を連結する多タンパク質構造である。フォーカルアドヒージョンの他の構成要素としては、アクチン、フィラミン、ビンキュリン、タリン、パキシリン、テンシン、RSU1などがある。

## 調節
FAKはインテグリンのエンゲージメント、成長因子による刺激、分裂促進性神経ペプチドの作用に応答してリン酸化される。インテグリンは細胞外マトリックスへのエンゲージメントに伴って密集するヘテロ二量体型膜貫通糖タンパク質であり、FAKのリン酸化とフォーカルアドヒージョンへのリクルートを引きこす。FAKの活性はFRNK（FAK-related nonkinase）と呼ばれる内因性阻害因子の発現によって減弱する。FRNKは、FAKのC末端の非触媒ドメインのみからなる、切り詰められたタンパク質である。

## アポトーシスにおける役割
ヒトの内皮細胞でのアポトーシスシグナル伝達の初期過程において、FAKはカスパーゼ-3によってAsp772で切断され、約90 kDaと約35 kDaの2つの断片が形成される。小さい方の断片は"killer FAT"と呼ばれ、細胞死シグナル伝達と関係したドメインとなる。アポトーシス過程では、FAKは細胞の円形化（rounding）、接着点の喪失、ブレブの形成（blebbing）などアポトーシス時の膜構造の形成に寄与する重要な因子である。ブレブの形成は細胞皮質のアクチンリングの収縮を伴い、クロマチンの凝縮と核の断片化が続く。FAKの過剰発現はアポトーシスの阻害と、転移性腫瘍の有病率の増加をもたらす。

## 構造
FAKには4つの明確な領域またはドメインが存在する。これらのドメインのうち、N末端のFERMドメインとキナーゼドメイン（触媒ドメイン）は自己阻害性相互作用を行う。この相互作用は2つのドメインの間の疎水性相互作用によるものであると考えられているが、キナーゼドメインの活性化を防ぎ、それによってFAKのシグナル伝達機能を防いでいる。この自己阻害性相互作用の解除は細胞質では起こらず、フォーカルアドヒージョンで起こることが示されている。そのため、相互作用の解除にはフォーカルアドヒージョンのタンパク質との相互作用が必要であると考えられており、おそらくフォーカルアドヒージョンを介して伝達される機械力の結果生じると考えられている。

### C末端
C末端領域の159アミノ酸はFAT（focal adhesion targeting domain）と呼ばれており、FAKのフォーカルアドヒージョンへの標的化を担うことが示されている。このドメインはバンドル状に配置された4本のαヘリックス（ヘリックスバンドル）から構成される。最もN末端側のヘリックスにはリン酸化が行われるチロシン残基（Y925）が存在し、シグナル伝達への関与が示唆されている。ヘリックス間の2つの疎水的パッチ（1番目と4番目、2番目と3番目のヘリックスによってそれぞれ形成される）はパキシリンの短いヘリカルドメインを結合することが示されている。

### N末端
N末端ドメインの機能ははっきりしないが、β1インテグリンサブユニットと相互作用することがin vitroで示されており、細胞外マトリックス-インテグリンクラスターからのシグナルの伝達に関与していると考えられている。しかしながら、この相互作用の重要性に疑問も投げかける研究も存在し、β3インテグリンサブユニットの細胞質領域との相互作用が重要であることが示唆されている。
FAKのN末端ドメインは、赤血球で最初に同定されたバンド4.1ドメインと高い配列類似性を示す。このバンド4.1ドメインはグリコフォリンCなどの膜貫通タンパク質の細胞質領域、アクチン、スペクトリンに結合する。このことはFAKのN末端領域が細胞骨格の固定に関与している可能性を示唆しているが、その正確な役割はいまだ明らかではない。

### 触媒/調節ドメイン
N末端領域とC末端領域の間には触媒ドメインが位置する。このキナーゼドメインの活性化ループのリン酸化がFAKのキナーゼ活性には重要である。

## 臨床的意義
FAKのmRNAのレベルは漿液性卵巣腫瘍の約37%、浸潤性乳がんの約26%で上昇しており、たのいくつかの悪性腫瘍でも上昇がみられる。

## 薬剤標的として

### FAK阻害剤
FAKは多くのがんに関与しているため、FAKを阻害する薬剤の探索と評価が行われている。例えば2010年の時点では、PF-573228（PF-228）、PF-562271（PF-271）、NVP-226、Y15 (1,2,4,5-benzenetetraamine tetrahydrochloride)、PND-1186などが開発されている。
2013年までに、GSK2256098とPF-573228は少なくとも第I相試験が完了している。
2014年時点で臨床試験が行われている他のFAK阻害剤には、VS-6062（PF-562271）、VS-6063（PF-04554878 デファクチニブ）、VS-4718（PND-1186）がある。これらは全てATP競合型キナーゼ阻害剤である。VS-6063はKRAS変異型非小細胞肺癌の患者に対する第II相試験（Trial ID: NCT01951690）が行われており、腫瘍と関係したINK4a/Arfとp53の変異に対して応答がどのように依存しているかの試験が行われている。
2015年、VS-6063の中皮腫に対する臨床試験は有効性を示せず早期終了した

## 相互作用
FAK（PTK2）は次に挙げる因子と相互作用することが示されている。
- BCAR1（英語版）[30][31][32][33][34][35]
- BMX（英語版）[36]
- CD61（英語版）[37][38]
- CRK（英語版）[31][39]
- DCC（英語版）[40]
- FYN[41][42]
- GIT1（英語版）[43][44][45]
- GRB2[32][39][41][46][47]
- GRB7（英語版）[48]
- IRS1[49]
- ITGB5（英語版）[37]
- JAK2[50][51]
- MAPK8IP3（英語版）[52]
- NCK1（英語版）[53][54]
- NCK2（英語版）[54]
- NEDD9（英語版）[55]
- NEO1（英語版）[40]
- P53[56]
- PIK3R1（英語版）[57]
- PTEN[58][59]
- PXN[35][60][61][62][63]
[64][65][66][67][68]
- RB1CC1（英語版）[69]
- STAT1[70]
- Src[31][39][41][49][71][72]
- SYK（英語版）[38][73]
- TGFB1I1（英語版）[61][74][75]
- TLN1（英語版）[60][76]
- TSC2[77]
- YAP1[78]

## 関連文献
- “Beta 1-integrin-mediated cell signaling in T lymphocytes”. Journal of Dermatological Science 23 (2):  75–86. (June 2000). doi:10.1016/S0923-1811(99)00096-1. PMID 10808124.
- “Biochemical signals and biological responses elicited by the focal adhesion kinase”. Biochimica et Biophysica Acta (BBA) - Molecular Cell Research 1540 (1):  1–21. (July 2001). doi:10.1016/S0167-4889(01)00123-9. PMID 11476890.
- “Tyrosine phosphorylation of paxillin, FAK, and p130CAS: effects on cell spreading and migration”. Frontiers in Bioscience 7 (1–3):  d143–50. (January 2002). doi:10.2741/panetti. PMID 11779709.
- “The focal adhesion kinase--a regulator of cell migration and invasion”. IUBMB Life 53 (2):  115–9. (February 2002). doi:10.1080/15216540211470. PMID 12049193.
- “Focal adhesion kinase signaling activities and their implications in the control of cell survival and motility”. Frontiers in Bioscience 8 (4):  d982–96. (May 2003). doi:10.2741/1114. PMID 12700132.
- “FAK regulates biological processes important for the pathogenesis of cancer”. Cancer Metastasis Reviews 22 (4):  359–74. (December 2003). doi:10.1023/A:1023725029589. PMID 12884911.